# کمپین یادآوری امام نقی به شیعیان
کمپین یاد آوری امام نقی به شیعیان در فیس‌بوک و برخی دیگر از سایت‌ها و شبکه‌های اجتماعی با حضور ده‌ها هزار عضو و تعداد بیشتری خواننده و ناظر فعالیت می‌کند. محتوای این صفحه با مخالفت و موافقت بسیاری روبرو شده‌است. کاربران این صفحات خود را نقوی یا نقویون (یک دین تقلیدی) می‌نامند. صفحه فیس‌بوک کمپین تا ۲۸ ژوئن ۲۰۱۲ بیش از ۲۱ هزار لایک خورده و ۴ هزار نفر دربارهٔ آن‌ها گفتگو کردند.
صفحه فیس‌بوک هدف خود را زدودن خرافات از دین اعلام کرد.

## صفحه فیس‌بوک
در ۱۱ ماه مه سال ۲۰۱۱، صفحه‌ای در فیس‌بوک راه‌اندازی شد به نام «کمپین یادآوری امام نقی به شیعیان». این صفحه که مورد استقبال بسیاری از کاربران فیس‌بوک و دیگر شبکه‌های اجتماعی مانند توییتر، گوگل‌پلاس و وبلاگ‌ها قرار گرفته در این یکسال با واکنش شدید مخالفانش هم مواجه شده‌است.
در این صفحه از نام امام نقی (هادی) امام دهم شیعیان استفاده شده‌است، ولی تفاوت‌هایی میان شخصیت مجازی و حقیقی او وجود دارد. امام نقی در این کمپین فردی است که در زمان و مکان خاصی زندگی نمی‌کند. گاهی در صدر اسلام است و گاهی نیز جملاتی را به طنز می‌کشد که از زبان آیت‌الله خامنه‌ای یا احمدی‌نژاد بیان شده‌است. به نوعی می‌توان گفت بیشتر نوشته‌های این صفحه نه به قصد به مسخره کردن یک امام شیعه، که با هدف نقد روحانیت و حکام اسلامی ایران نوشته می‌شوند.
مسئولان این صفحه فیس‌بوک در بخش معرفی خود نوشته‌اند: «ما فقط طنز می‌نویسیم و حضرتش یعنی امام نقی را به خاطر علاقه بیش از حدی که به ایشان داریم قهرمان تمام طنزهایمان محسوب می‌کنیم.»
به نظر گردانندگان این صفحه، هیچ چیز و هیچ‌کس آنقدر مقدس نیست که نشود آن را به طنز کشید. در ادامهٔ این معرفی آمده‌است:
اعضای این کمپین معتقدند که دگرگونی درحکومت ایران، زمانی که عامه مردم هنوز در فقر فرهنگی و خرافات غوطه‌ورهستند، هیچ سودی نخواهد داشت.
این کمپین، حرکت خود را ائتلافی روشنفکرانه در میان جوانان ایرانی و یکی از خلاقانه‌ترین و مؤثرترین شیوه مبارزه مدنی در ایران می‌داند که مأموریتش مخالفت و مبارزه با خرافات، تعصب و افراط‌گرایی مذهبی و سیاسی است.
«کمپین یادآوری امام نقی به شیعیان» با این پرسش شروع می‌شود که چرا شیعیان به این امام کمتر توجه می‌کنند؟ اعضای این صفحه خود را «نقوی» می‌خوانند.
صفحه فیس‌بوک کمپین «یادآوری امام نقی به شیعیان» با بیش از ۲۰ هزار عضو و هوادار در مرامنامه خودش عنوان کرده‌است که اساساً «مقدسات» را به رسمیت نمی‌شناسد. اعضای این کمپین مقدسات را مجموعه‌ای از ضعف‌ها و ناآگاهی‌های فکری بشر می‌دانند که با کشیدن خط تقدس به دور مسائل و آدم‌های مختلف، آن‌ها را از معرض نقد دور می‌کنند البته آن‌ها به «انتقاد» و «خودانتقادی» معتقدند.

## رسانه‌های دیگر
در یک سال اخیر، وبلاگ‌های دیگری هم راه افتاده‌اند؛ مثل «نقی‌پژوه» یا «بیا تو نق» که مثل صفحه فیس‌بوکی و وبلاگ کمپین، انتقادهای خودشان را نسبت به مسائل مذهبی، اجتماعی و سیاسی با زبان طنز و گاهی هم از زبان امام نقی بیان می‌کنند. مثلاً نقی‌پژوه مدتی پیش در واکنش به از بین بردن صفحه فیس‌بوک «داف و پاف» توسط ارتش سایبری به نقل از امام نقی نوشته بود: «گیرم که داف و پاف را منهدم می‌کنید. با رویش ناگزیر نقویون چه می‌کنید؟»

## بررسی‌های مفهومی
به نظر برخی ناظران این صفحه که از طنازانه‌ترین و در عین حال مبنایی‌ترین روش‌های ممکن، تمام مقدسات اسلامی و شیعه را به استهزاء می‌کشد و نفی می‌کند، نمونه‌ای بی بدیل از سیر سریع بخشی از جامعه ایرانی به ضدیت با مقدسات الهی است. این گروه از این روند حمایت کرده و با این استدلال که وجود چنین صفحاتی باعث «تقدس زدایی از اعتقادات ساختگی مذهبی» می‌شود، خواهان ادامهٔ آن هستند و عده‌ای دیگر با تأکید بر لزوم احترام گذاشتن همگانی به اعتقادات دینی یکدیگر آن را نقد می‌کنند.
علی علیزاده در اشاره به ترانه نقی معتقد است «آثاری از این دست تنها «دیگری سازی» را در جامعه ایران دامن می‌زند… آثاری مانند اثر نجفی یا حداقل تعبیر عام از محتوای آن، عکس‌العمل‌هایی هیستریک و بلاواسطه هستند که نقطه‌ای اشتباه را در ساختار سرکوبی که از نهاد دین مشروعیت می‌گیرد نشانه گرفته‌اند. اثر نجفی برای مثال، نهاد و طبقه اجتماعی و اقتصادی روحانیت را که اسطوره‌های شیعی را به تملک انحصاری خود درآورده تا برای ماشین دولت و قدرت، در سطح روبنایی، محتوای معنایی و مشروعیت سیاسی بسازند رها می‌کند و خود اسطوره را مستقیماً نشانه می‌گیرد. اسطوره‌هایی که در خود نشانه‌ها و دال‌هایی کلی و سیال و هزار-معنایی هستند.»
مشرق نیوز سرچشمه این کمپین را سریال پایتخت و شخصیت نقی معمولی دانست و نوشت که امواج اولیه این کمپین حدود یک ماه بعد از پخش سریال پایتخت آغاز شد.

## واکنش‌های شیعیان

### افشای هویت کاربران
اولین اقدامات جدی در مخالفت با «کمپین یادآوری امام نقی» توسط وبلاگ «وای بر هتاکین» صورت گرفت. این وبلاگ با قرار دادن عکس محو شدهٔ اعضای کمپین و نام کوچک‌شان آن‌ها را تهدید می‌کرد تا در صورتی که از این گروه خارج نشوند اطلاعات کاملشان از جمله عکس، آدرس پست الکترونیکی، شماره تلفن، آدرس محل سکونت و محل تحصیل را منتشر کنند. در پی این اقدام، مسئولان کمپین از اعضا خواستند تا با نام حقیقی خود در کمپین فعالیت نکنند و با رفتن به این وبلاگ با ادعای اینکه از گروه خارج شده‌اند اسم خود را از لیست خارج کنند. به تبعیت از این وبلاگ، سایت‌های شیعه آنلاینفارس نیوز و رجانیوز نیز تهدید به افشای هویت حامیان این کمپین کردند.

### تعیین جایزه برای هک کردن سایت‌ها
با وجود گمانه‌زنی‌های فراوان، پس از آنکه ارتش سایبری جمهوری اسلامی ایران بعد از گذشت یکسال از فعالیت کمپین نتوانست اقدامی در مقابله با کمپین یادآوری امام نقی به شیعیان انجام دهد، سایت شیعه آنلاین و سپس سایت تکدید به تعیین جایزه برای هک کردن وبلاگ و صفحهٔ فیس‌بوکی این کمپین اقدام کردند که البته تا به حال صورت نپذیرفته‌است. سایت رجانیوز می‌گوید ای کاش آن‌ها این کمپین را راه انداخته بودند

### بمب گوگلی
با توجه به اینکه از تیرماه سال ۱۳۹۰ نتایج اول گوگل برای جستجوی عبارت «امام نقی»، وبلاگ و فیس‌بوک کمپین امام نقی بودند، حساسیت‌هایی در میان شیعیان برانگیخته شد. در این میان می‌توان به واکنش نویسندهٔ سایت دولتی تبیان (وابسته به جامعه تعلیمات اسلامی) اشاره کرد که در نوشته‌ای با فرنام «سونامی مجازی دفاع از امام نقی به راه افتاد/ گوگل را بی آبرو و ذلیل دوران خواهیم کرد» به نتایج مغرضانه و «دهن کجی» گوگل اعتراض کرده و ۵ ساعت فرصت می‌دهد تا گوگل با اعلام برائت از هتاکین نتایج جستجو را «با عدالت» تطبیق دهد. بعد از گذشتن این مدت، نویسنده در نوشتهٔ دیگری خواستار تعیین جایزه برای کشتن مدیر شرکت گوگل یا فیلتر کردن سایت جستجوگر گوگل می‌شود:
بعد از قضیهٔ اولین نبرد سایبری دشمن مستکبر در فضای مجازی بر سر دفاع از امام نقی بد نیست گوگل منتظر پاتک سنگین ولایت مداران ایران باشد…با کمال تاسف باید بگوییم که سایت گوگل بی شرمانه با آوردن نتایج بسیار قبیح و رکیک در جستجوی گوگلی تصویر برای واژگان «نقی» و «امام نقی» شایستهٔ آیهٔ قاتلو ائمه الکفر است و مدیر این سایت از امروز شایسته مرگ است…
در ادامهٔ این واکنش‌ها یکسری از وبلاگ‌های اسلامی، از دیگر وبلاگ‌نویسان معتقد به شیعه تقاضای ساخت یک بمب گوگلی برای اصلاح نتایج جستجوی گوگل را کرده‌اند.

### حکم ارتداد
در ارتباط با همین «کمپین یاد آوری امام نقی به شیعیان» بود که برخی از شیعیان در استفتایی از آیت‌الله صافی گلپایگانی پرسیده‌اند:
«بسمه تعالی، متأسفانه چند وقتی است که عده‌ای اجیر شده‌اند که عمدتاً از ضد انقلاب خارج کشور می‌باشند، بر روی فضای اینترنت در سایت‌ها و وبلاگ خود، به راحتی به امام مظلوم ما، امام هادی علیه السلام اهانت و جسارت می‌کنند (طراحی، جک، کشیدن کاریکاتور، فحاشی، دروغ بستن و...) حکم این افراد چیست؟»
آیت الله در فتوایی نوشت: «چنانچه اهانت و جسارت به حضرت نموده باشند، مرتدند. والله العالم.»

### گروگان‌گیری پدر یکی از فعالین کمپین
یاشار خامنه، یکی از فعالین کمپین یادآوری امام نقی، در نامه‌ای به تاریخ ۶ تیر ۱۳۹۱ اعلام کرد که وزارت اطلاعات ۵ هفته‌است که پدرش را گروگان گرفتند و اعلام کردند که می‌خواهند پدرش را اعدام کنند و به همین خاطر به او گفتند که باید از خودت فیلم مبنی بر ابراز پشیمانی از کارهایت بگیری و برای آن‌ها بفرستی. یاشار خامنه نیز چنین کرد ولی هیچ تغییری در وضعیت فشار بر خانواده وی حاصل نگردید و پدرش آزاد نشد. یاشار خامنه در خصوص اتهامی که بازجویان پرونده متوجه پدرش ساخته‌اند به هرانا گفت: اتهامی که برای پدرم اعلام شده‌است حمایت مالی از فعالیت‌های سایبری من پیرو «کمپین امام نقی» اعلام شده‌است و برای اثبات چنین اتهامی نیز متوسل به کمک‌های مالی پدرم برای ادامه تحصیل من در هلند شدند.

### دستگیری طرفداران کمپین
همه افرادی که منتسب به فعالیت در صفحه فیس‌بوکی "یادآوری امام نقی به شیعیان" شده و بازداشت شده‌اند در بند ۲ الف سپاه نگهداری می‌شوند و پرونده‌های آن‌ها نیز در شعبه سوم دادیاری دادسرای مستقر در اوین است.
به گفته خانواده‌های برخی از این بازداشت شدگان، اعترافاتی در مقابل دوربین از آن‌ها گرفته شده. اعترافاتی که گفته شده از صدا و سیمای جمهوری اسلامی پخش می‌شود. این در حالی است که این خانواده‌ها هرگونه فعالیت اعضای بازداشت شده خانواده‌شان با صفحه مذکور را رد کرده و می‌گویند آن‌ها فقط به بعضی مطالب لایک داده‌اند.
یکی از اعضای خانواده یکی از بازداشت شدگان که از اوایل خرداد ماه در حبس است به روز گفت: تاکنون یکبار خانواده اجازه ملاقات دادند، وضعیت زندانی ما اصلاً خوب نبود قفسه سینه اش آسیب دیده و می‌گفت که به شدت درد دارد. تنها چیزی که توانست به ما بگوید این است که از او مقابل دوربین اعتراف گرفته‌اند و گفته‌اند از صدا و سیما پخش خواهند کرد. وی گفت که او هیچ فعالیتی در این صفحه نداشته ولی زیر فشار هر آنچه که بازجویان دیکته کرده‌اند را مقابل دوربین گفته‌است.
تاکنون تعداد دقیق کسانی که منتسب به فعالیت در صفحه فیس‌بوکی "یادآوری امام نقی به شیعیان" شده و به حبس در آمده‌اند مشخص نیست. خانواده‌های آن‌ها تحت فشار بازجویان و از وحشت بدترین شدن شرایط زندانیان از اعلام نام آن‌ها خودداری می‌کنند.
از اوایل خرداد که بازداشت‌ها شروع شد تاکنون فقط دو نفر از بازداشت شدگان با قرار وثیقه آزاد شده‌اند گفته می‌شود قرار بازداشت سایر بازداشت شده‌ها که تعداد آن‌ها نیز مشخص نیست تا دو ماه دیگر تمدید شده‌است.
براساس گفته خانواده‌ها، هیچ‌یک از بازداشت شدگان وکیل ندارند و از خانواده هایشان نیز خواسته شده پرونده را پیگیری نکنند و در صورت لزوم خود مسولین شعبه سوم دادیاری دادسرای اوین به آن‌ها دربارهٔ وضعیت بازداشت شدگان خبر خواهند داد.
عضو خانواده یکی از بازداشت شدگان که اکنون بیش از دوماه است در بند ۲ الف سپاه به سر می‌برد به روز آنلاین گفت: ما در جریان همین پی گیری‌ها و از طریق خود خانواده‌ها متوجه شدیم که برخی از بازداشت شده‌ها دختران یا زنان جوان هستند. هر بار هم که مقابل دادستانی یا اوین برای پیگیری می‌روم می‌بینم خانواده‌های جدیدی می ایند که فرزندانشان تازه بازداشت شده‌اند و بازداشت‌ها همچنان ادامه دارد. برخی از این خانواده‌ها از شهرستان‌های مختلف برای پیگیری می‌آیند و در واقع فرزندانشان در شهرستان بازداشت و به بند ۲ الف سپاه منتقل شده‌اند. از بچه‌هایمان شنیده‌ایم زیر فشار از آن‌ها اعترافات دروغ گرفته‌اند و می‌خواهند پخش کنند. در ملاقات از او پرسیدیم و گفت هیچ فعالیتی در چنین صفحه‌ای نداشته اما به او اتهام زده‌اند که از عوامل این صفحه است و به ائمه اطهار توهین کرده. می‌گفت که زیر شکنجه و کابل و شوک الکتریکی و... این اتهام را مقابل دوربین پذیرفته. بعد هم گفت که هر از چند گاهی بازجو عوض می‌شود و دوباره از اول بازجویی‌ها شروع می‌شود. بیش از این نمی‌توانست حرفی بزند و بعد از آن همدیگر از او خبری نداریم.» «بچه‌های ما در شرایطی در زندان و تحت شکنجه و فشار برای اعتراف علیه خود و نشستن مقابل دوربین هستند که این صفحه همچنان فعال است و عاملان این صفحه آزادانه به فعالیت خود ادامه می‌دهند. در صورتی که از خانواده‌های دیگر هم شنیده‌ام که بچه هایشان عنوان کرده‌اند این صفحه را فقط لایک زده بودند و اصلاً هیچ فعالیتی نداشته‌اند.»
محمد (کوروش) نصیری، به دلیل عضویت در کمپین فیس‌بوکی امام نقی در تاریخ ۹۱/۳/۳ در منزل شخصی خود بازداشت و به بند ۲۰۹ وزارت اطلاعات منتقل شد و چندین روز از مدت بازداشت خود را در سلول‌های انفرادی بند ۲۰۹ و ۲۴۰ گذراند. او به ۱۰ سال و ۶ ماه حبس تعزیری محکوم شده‌است.
سهیل بابادی، زندانی محبوس در بند ۳۵۰ زندان اوین، بیش از ۱۷ ماه است که در بلاتکلیفی به سر می‌برد. او در یکم خرداد ماه سال ۹۱ توسط اطلاعات سپاه به دلیل نوشتن قطعهٔ طنزی در صفحهٔ فیس‌بوک «کمپین یادآوری امام نقی به شیعیان» بازداشت شد.
حمید خوش سیر،به دلیل عضویت در کمپین فیس‌بوکی امام نقی و در تاریخ ۹۱/۳/۳ در منزل بازداشت و به بند ۲۰۹ وزارت اطلاعات منتقل شد و ۱۳۰ روز در بند ۲۰۹و ۲۴۰ گذراند. سپس با قید وثیقه آزاد شده و در نهایت به دو سال حبس محکوم شد و در تاریخ ۹۳/۴/۸ برای اجرای حکم به زندان اوین مراجعه کرد. در ۹۴/۱۱/۱۹ با اتمام حبس از زندان آزاد شد.

## تأثیرگذاری‌ها
«کمپین یادآوری امام نقی به شیعیان» با این پرسش شروع می‌شود که چرا شیعیان به این امام کمتر توجه می‌کنند؟ ناشناختگی امام دهم شیعیان چنان بود که پس از غائلهٔ «نقی» بیژن فرهودی مجری برنامه تفسیر خبر تلویزیون صدای آمریکا در برنامه جمعه بیست و دوم اردیبهشت «نقی» را امام چهارم خواند. مهمان ویژه این برنامه دکتر محمد سهیمی که خود را مسلمانی معتقد معرفی کرد نیز «نقی» را امام یازدهم معرفی کرد.

### ترانهٔ نقی
شاهین نجفی با الهام از این کمپین ترانه‌ای به نام «نقی» خوانده‌است. وی دربارهٔ تأثیر این صفحه در مصاحبه با رادیو فردا گفت: 
چیزی حدود پنج شش ماه پیش بود که خیلی تحت تأثیر کمپین یادآوری امام علی نقی به شیعیان قرار گرفته بودم. به نظرم خیلی بامزه بود. آن زمان یک اکانت در فیس‌بوک داشتم و به این جریان نگاه می‌کردم. خیلی اتفاقی از همان زمان بیت اول این کار در ذهنم شکل گرفت و این کار خطاب شد به نقی.

### رقص نقی
ویدیوهایی با «نماد امام نقی» در اینترنت منتشر شده که در آن شخصی با عبا و عمامه، نعلین زرد، گیتاری بر دوش و بطر مشروبی به دست، به رقص می‌پردازد.